# جيمس ك. غاردنر
جيمس ك. غاردنر (بالإنجليزية: James C. Gardner)‏ هو محامي وسياسي أمريكي، ولد في 17 يونيو 1924 بشريفبورت في الولايات المتحدة، وتوفي بنفس المكان في 27 أغسطس 2010. حزبياً، نشط في الحزب الديمقراطي. وقد انتخب عضو مجلس نواب لويزيانا.